# Qualificazioni al campionato europeo di pallanuoto maschile 2008
Le qualificazioni al campionato europeo di pallanuoto maschile del 2008 si sono svolte nel gennaio dello stesso anno, a pochi mesi dall'inizio della manifestazione. Vi hanno preso parte 12 squadre nazionali.
Hanno preso parte alle qualificazioni le ultime 6 classificate dell'Europeo 2006 e le prime sei dell'Europeo B 2007. Le squadre sono state divise in tre gironi da quattro, disputati ciascuno in una sede diversa. Le prime due classificate di ogni gruppo si sono qualificate per il campionato, raggiungendo Spagna, Serbia, Ungheria, Romania, Italia e Grecia, già qualificate d'ufficio.

## Gruppo A
- Ragusa,  Croazia
- 4 gennaio

| Montenegro | 18 – 3 | Slovenia      |
| Croazia    | 26 – 4 | Gran Bretagna |

- 5 gennaio

| Montenegro | 18 – 3 | Gran Bretagna |
| Croazia    | 15 – 3 | Slovenia      |

- 6 gennaio

| Croazia  | 7 – 6   | Montenegro    |
| Slovenia | 11 – 11 | Gran Bretagna |

|    | Squadra       | Punti | G | V | N | P | GF | GS | DR  |
| -- | ------------- | ----- | - | - | - | - | -- | -- | --- |
| 1. | Croazia       | 9     | 3 | 3 | 0 | 0 | 48 | 13 | +35 |
| 2. | Montenegro    | 6     | 3 | 2 | 0 | 1 | 42 | 13 | +29 |
| 3. | Slovenia      | 1     | 3 | 0 | 1 | 2 | 17 | 44 | -27 |
| 4. | Gran Bretagna | 1     | 3 | 0 | 1 | 2 | 18 | 55 | -37 |

## Gruppo B
- Montpellier,  Francia
- 4 gennaio

| Germania   | 19 – 5 | Ucraina |
| Slovacchia | 9 – 6  | Francia |

- 5 gennaio

| Germania | 15 – 11 | Slovacchia |
| Francia  | 15 – 5  | Ucraina    |

- 6 gennaio

| Slovacchia | 23 – 5 | Ucraina |
| Germania   | 9 – 9  | Francia |

|    | Squadra    | Punti | G | V | N | P | GF | GS | DR  |
| -- | ---------- | ----- | - | - | - | - | -- | -- | --- |
| 1. | Germania   | 7     | 3 | 2 | 1 | 0 | 43 | 25 | +18 |
| 2. | Slovacchia | 6     | 3 | 2 | 0 | 1 | 43 | 26 | +17 |
| 3. | Francia    | 4     | 3 | 1 | 1 | 1 | 30 | 23 | +7  |
| 4. | Ucraina    | 0     | 3 | 0 | 0 | 3 | 15 | 57 | -42 |

## Gruppo C
- Skopje,  Macedonia
- 4 gennaio

| Russia    | 11 – 8 | Paesi Bassi |
| Macedonia | 19 – 5 | Bielorussia |

- 5 gennaio

| Russia    | 21 – 6 | Bielorussia |
| Macedonia | 9 – 7  | Paesi Bassi |

- 6 gennaio

| Paesi Bassi | 22 – 7 | Bielorussia |
| Russia      | 10 – 8 | Macedonia   |

|    | Squadra     | Punti | G | V | N | P | GF | GS | DR  |
| -- | ----------- | ----- | - | - | - | - | -- | -- | --- |
| 1. | Russia      | 9     | 3 | 3 | 0 | 0 | 42 | 22 | +20 |
| 2. | Macedonia   | 6     | 3 | 2 | 0 | 1 | 36 | 22 | +14 |
| 3. | Paesi Bassi | 3     | 3 | 1 | 0 | 2 | 37 | 27 | +10 |
| 4. | Bielorussia | 0     | 3 | 0 | 0 | 3 | 18 | 62 | -44 |

## Fonti
- (EN) Todor66.com - Sport statistics Archive, su todor66.com.